# Llista de tractats

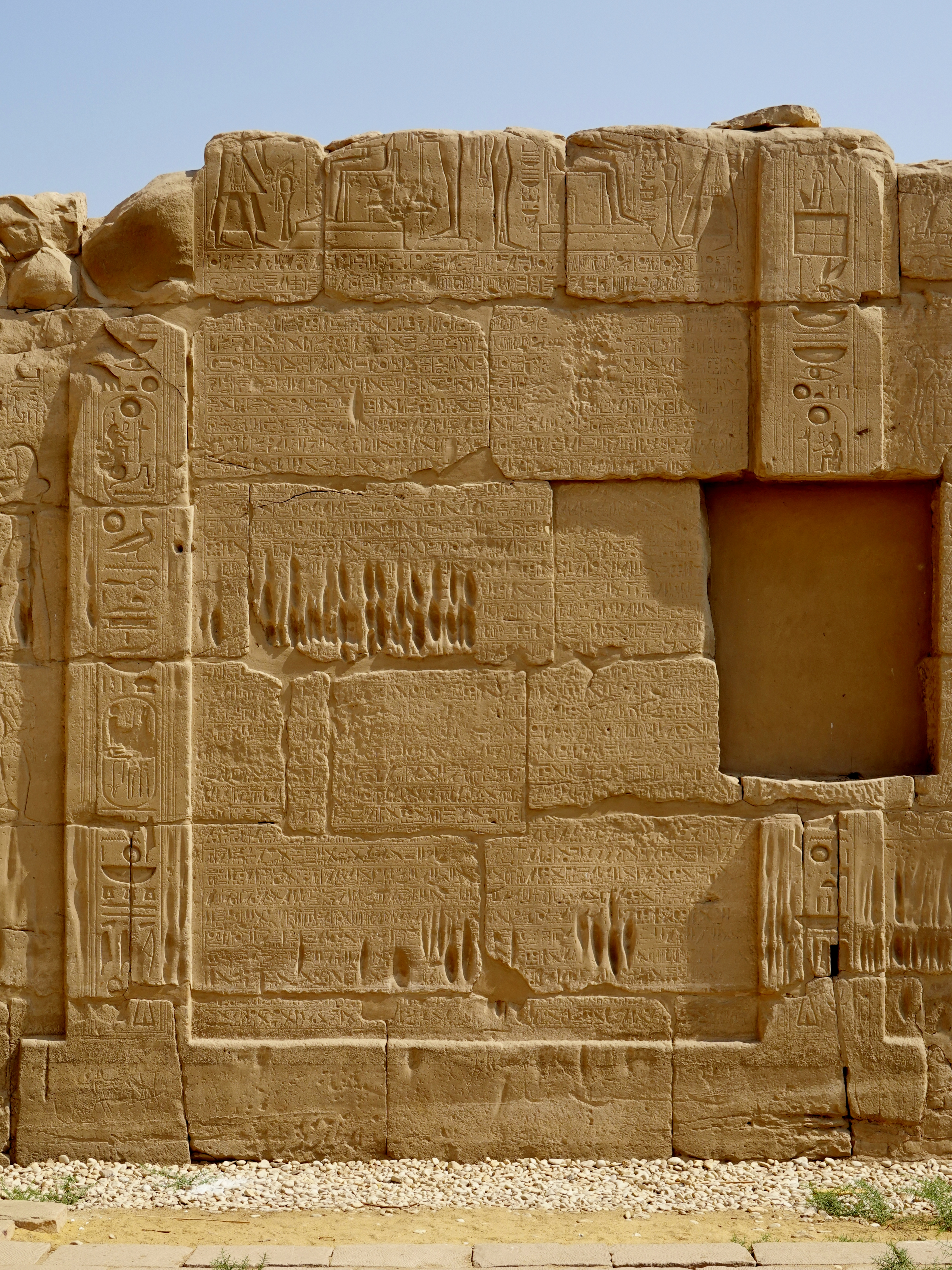
Versió egípcia del Tractat de Cadeix inscrit en un dels murs del Temple de Karnak.

Aquesta és una Llista dels principals tractats internacionals organitzada per ordre cronològic.

## Abans de 1400
- Tractat de Cadeix (c. 1285 aC)
- Foedus Cassianum (c. 493 aC)[1]
- Pau de Càl·lies (c. 449 aC)[2]
- Pau de Nícies (421 aC)[3]
- Pau d'Antàlcides (387 aC)[4]
- Tractat de Lutaci (241 aC)
- Tractat de l'Ebre (226 aC)
- Tractat entre Hanníbal i Filip V de Macedònia (216 aC)
- Tractat de Fenice (205 aC)
- Tractat d'Apamea (188 aC)
- Tractat de Dardanos (85 aC)
- Tractat d'Andelot (587)
- Tractat d'al-Hudaybiyya (628)
- Bakt (651)
- Tractat d'Oriola (713)
- Pax Nicephori (803)
- Tractat de Verdun (843)
- Tractat de Meerssen (870)
- Pau d'Alfredo i de Guthrum (878-890)
- Tractat de Saint-Clair-sur-Epte (911)
- Pau de Bautzen (1018)
- Tractat de Cauen (1091)
- Tractat d'Alton (1101)
- Tractat de Devol (1108)
- Concordat de Worms (1122)
- Pactum Warmundi (1123)
- Tractat de Tuy (1137)
- Tractat de Mignano (1139)
- Tractat de Carrión (1140)
- Tractat de Zamora (1143)
- Tractat de Tudilén (1151)
- Tractat de Wallingford (1153)
- Tractat de Benevent (1156)
- Tractat de Sahagún (1158)
- Tractat de Sahagún (1170)
- Tractat de Windsor (1175)
- Pau de Venècia (1177)
- Tractat de Cazola (1179)
- Tractat de (1183)
- Pau de Constança (1183)
- Tractat de Ramla (1192)
- Tractat de Tordehumos (1194)
- Tractat de Calatayud (1198)
- Tractat de Goulet (1200)
- Partitio terrarum imperii Romaniae (1204)
- Tractat de París (1229)
- Tractat de Sant Germà (1230)
- Tractat de York (1237)
- Tractat d'Almizra (1244)
- Tractat de Corbeil (1258)
- Tractat de París (1259)
- Tractat de Perth (1266)
- Tractat de Badajoz (1267)
- Tractat de Viterbo (1267)
- Tractat de Monteagudo (1291)
- Auld Alliance (1295)
- Tractat d'Anagni (1295)
- Pau de Caltabellota (1302)
- Tractat de Torrellas (1304)
- Tractat d'Elx (1305)
- Tractat de Nöteborg (1323)
- Tractat de Kalisz (1343)
- Tractat de Mantes (1354)
- Tractat de Brétigny (1360)
- Aliança Luso-Britànica (1373): és el tractat més antic que segueix en vigor en l'actualitat.
- Tribut de les Tres Vaques (1375)

## 1400-1499
- Tractat de Troyes (1420)
- Tractat de Medina del Campo (1431)
- Tractat de Lodi (1454)
- Tractat de Toruń (1466)
- Tractat de Picquigny (1475)
- Tractat d'Alcaçovas (1479)
- Carta de Calatayud (1481)
- Tractat d'Arres (1482)
- Capitulacions de Granada (1491)
- Tractat de Étaples (1492)
- Tractat de Barcelona (1493)
- Tractat de Senlis (1493)
- Tractat de Tordesillas (1494)

## 1500-1599
- Tractat de Granada (1500)
- Tractat de Lió (1501)
- Tractat de Trento (1501)
- Tractat de Pau Perpètua (1502)
- Tractats de Blois (1504, 1505, 1509 i 1512)
- Tractat de Lió (1504)
- Concòrdia de Villafáfila (1506)
- Tractat de Londres (1518)
- Pau de Tzompantepec (1521)
- Tractat de Madrid (1526)
- Tractat de Barcelona (1529)
- Tractat de Saragossa (1529)
- Pau de Cambrai (1529)
- Tractat de Greenwich (1543)
- Tractat de Crépy (1544)
- Pau de Passau (1552)
- Pau d'Augsburg (1555)
- Pau de Cateau-Cambrésis (1559)
- Unió de Lublin (1569)
- Tractat de Stettin (1570)
- Pau de Saint-Germain (1570)
- Tractat de Blois (1572)
- Pacificació de Gant (1576)
- Unió de Delft (1576)
- Unió d'Arràs (1579)
- Unió d'Utrecht (1579)
- Tractat de Plessis els Tours (1580)
- Pau de Jam Zapolski (1582)
- Tractat de Joinville (1584)
- Tractat de Nemours (1585)
- Tractat de Nonsuch (1585)
- Tractat de Greenwich (1596)
- Pau de Vervins (1598)

## 1600-1699
- Tractat de Lió (1601)
- Tractat de Londres (1604)
- Tractat d'Anvers (1609)
- Tractat de Stolbovo (1617)
- Tractat de Deulino (1618)
- Tractat d'Ulm (1620)
- Tractat de Madrid (1621)
- Tractat de l'Haia (1625)
- Pau de Lübeck (1629)
- Tractat de Barwald (1631)
- Tractat de Fontainebleau (1631)
- Pau de Praga (1635)
- Tractat de l'Haia (1641)
- Tractat de Brömsebro (1645)
- Treva d'Ulm (1647)
- Pau de Westfàlia (1648)
- Tractat de Concòrdia (1648)
- Tractat de Westminster (1654)
- Tractat de Hadiatx (1658)
- Tractat de Roskilde (1658)
- Tractat dels Pirineus (1659)
- Tractat de Copenhaguen (1660)
- Tractat d'Oliva (1660)
- Tractat de la Haia (1661)
- Tractat d'Andrússovo (1667)
- Tractat de Breda (1667)
- Triple Aliança (1668)
- Tractat d'Aquisgrà (1668)
- Tractat de Lisboa (1668)
- Tractat de Dover (1670)
- Tractat de Madrid (1670)
- Tractats de Nimega (1678)
- Tractat de Pau Eterna (1686)
- Tractat de Nerchinsk (1689)
- Tractat de Limerick (1691)
- Tractat de Rijswijk (1697)
- Primer Tractat de Partició (1698)
- Tractat de Karlowitz (1699)

## 1700-1799
- Segon Tractat de Partició (1700)
- Tractat de la Haia (1701)
- Tractat de Methuen (1703)
- Tractat d'Ilbesheim (1704)
- Acta d'Unió (1707)
- Tractat d'Utrecht (1713)
- Tractat de Rastatt (1714)
- Triple Aliança (1717)
- Tractat de Passarowitz (1718)
- Cuádruple Aliança (1718)
- Tractat de la Haia (1720)
- Tractat de Madrid (1721)
- Tractat de Nystad (1721)
- Tractat de Viena (1725)
- Tractat de Sevilla (1729)
- Tractat de Viena (1738)
- Tractat de Belgrad (1739)
- Tractat de Breslau (1742)
- Tractat de Worms (1743)
- Pau de Dresden (1745)
- Tractat d'Aquisgrà (1748)
- Tractat de Madrid (1750)
- Tractat d'Aranjuez (1752)
- Tractat del Pardo (1761)
- Tractat de Fontainebleau (1762)
- Tractat de París (1763)
- Pau de Hubertusburgo (1763)
- Tractat de Küçük Kaynarca (1774)
- Tractat de Sant Ildefons (1777)
- Tractat d'Aranjuez (1777)
- Tractat d'Aranjuez (1779)
- Tractat de Teschen (1779)
- Tractat de Versalles (1783)
- Tractat de Gueorguievsk (1783)
- Tractat Jay (1794)
- Tractat de Sant Lorenzo (1795
- Tractat de l'Haia (1795)
- Pau de Basilea (1795)
- Tractat de Sant Ildefons (1796)
- Tractat de Campo Formio (1797)
- Tractat de Tolentino (1797)

## 1800-1899
- Tractat de Badajoz (1801)
- Tractat de Pressburg (1805)
- Tractat de Fontainebleau (1807)
- Tractat de Tilsit (1807)
- Tractat de Bucarest (1812)
- Tractat de Gant (1814)
- Tractat d'Adams-Onís (1821)
- Tractat de Córdoba (1821))
- Tractat d'Unkiar Skelessi (1833)
- Tractat de Velasco (1836)
- Tractat de Guadalupe-Hidalgo (1848)
- Tractat de Mon-Almonte (1859)
- Tractat McLane-Ocampo (1859)
- Tractats preliminars de la Solitud (1862)
- Tractat fronterer entre Xile i Argentina (1881)
- Tractat d'Ancón (1883)
- Tractat de Bucarest (1886)

## 1900-1949
- Tractat de París (1900)
- Tractat Hay-Pauncefote (1901)
- Protocol Boxer (1901)
- Aliança Anglo-Japonesa (1902)
- Tractat de Vereeniging (1902
- Tractat cubà-nord-americà (1903)
- Tractat Herran-Hay (1903)
- Tractat de Petrópolis (1903)
- Tractat Hay-Bunau Vareta (1904)
- Tractat de Portsmouth (1905)
- Conveni Internacional de l'Opi (1912)
- Tractat de Londres (1913)
- Tractat de Bucarest (1913)
- Tractat de Londres (1915)
- Acords de Sykes-Picot (1916)
- Tractat de Bucarest (1916)
- Declaració de Corfú (1917)
- Armistici de Mudros (1918)
- Tractat de Batum (1918)
- Tractat de Brest-Litovsk (1918)
- Tractat de Bucarest (1918)
- Tractat de Saint-Germain-en-Laye (1919)
- Tractat de Versalles (1919)
- Acord Faysal-Weizmann (1919)
- Convenció de París (1919)
- Tractat de París (1920)
- Tractat de Rapallo (1920)
- Tractat de Moscou (1920)
- Tractat de Tartu (1920)
- Tractat de Gümrü (1920)
- Tractat de Svalbard (1920)
- Tractat de Sèvres (1920)
- Tractat de Trianon (1920)
- Tractat Anglo-Irlandès (1921)
- Pau de Riga (1921)
- Tractat de Kars (1921)
- Tractat Naval de Washington (1922)
- Tractat de Rapallo (1922)
- Tractat de Lausana (1923)
- Tractat de Bucareli (1923)
- Tractats de Locarno (1925)
- Tractat de Berlín (1926)
- Pacte Briand-Kellogg (1928)
- Convenció relativa a les Exposicions Internacionals (1928)
- Pactes de Letrán (1929)
- Tractat de Lima (1929)
- Tractat naval de Londres (1930)
- Pacte antibèl·lic Saavedra Lamas (1933)
- Acords de Múnic (1938)
- Pacte Ribbentrop-Mólotov (1939)
- Tractat de Moscou (1940)
- Acords de Craiova (1940)
- Acords de Bretton Woods (1944)
- Convenció de Chicago (1944)
- Carta de les Nacions Unides (1945)
- Acord De Gasperi-Gruber (1946)
- Acord general sobre comerç i aranzels (1947)
- Tractat de París (1947)
- Tractat Inter-americà d'Assistència Recíproca (1947)
- Tractat de Brussel·les (1948)
- OTAN (1949)
- Tractat de Londres (1949)

## 1950-1999
- Convenció Europea de Drets Humans (1950)
- Tractat de Seguretat del Pacífic (1951)
- Convenció per a la Prevenció i la Sanció del Delicte de Genocidi (1951)
- Tractat de San Francisco (1952)
- CENTO (1955)
- Organització del Tractat del Sud-est Asiàtic (1955)
- Pacte de Varsòvia (1955)
- Conferència de Bandung (1955)
- Tractat de l'Estat austríac (1955)
- Tractats de Roma (1957)
- Organisme Internacional d'Energia Atòmica (1957)
- Convenció de les Nacions Unides sobre el Dret de la Mar (1958)
- Tractat Antàrtic (1959)
- Tractat de Montevideo de 1960 (1960)
- Convenció de Viena sobre relacions diplomàtiques (1961)
- Aliança per al Progrés (1961)
- Convenció Única sobre Estupefaents (1961)
- Tractat de prohibició parcial de proves nuclears (1963)
- Tractat de Brussel·les (1965)
- Tractat de Tlatelolco (1967)
- Tractat de l'espai exterior (1967)
- Tractat de No Proliferació Nuclear (1968)
- Convenció de Viena sobre el Dret dels Tractats (1969)
- Acord de Cartagena (1969)
- Pacte andí (1969)
- Tractat de cooperació en matèria de patents (1970)
- Tractat de Varsòvia (1970)
- Conveni sobre substàncies psicotròpiques (1971)
- Conveni de Ramsar (1971)
- Tractat sobre Míssils Anti-Balístics (1972)
- Conveni sobre la Patent Europea (1973)
- Acords de pau de París (1973)
- Tractat de la Haia (1974, 1975)
- Tractats Torrijos-Carter (1977)
- Acords de Camp David (1978)
- Tractat de pau israelo-egipci (1979)
- Tractat de Montevideo (1980)
- Tractat de pau i amistat entre Argentina i Xile (1984)
- Acta d'Adhesió d'Espanya a les Comunitats Europees (1985)
- Acords de Schengen (1985)
- Conveni sobre els Aspectes Civils de la Sostracció Internacional de Menors (1986)
- Tractat INF (1987)
- Protocol de Mont-real (1989)
- Conveni de Basilea sobre el control dels residus tòxics i llur recollida (1989)
- Tractat de les Forces Armades Convencionals a Europa (1989)
- Tractat de Moscou (1990)
- Tractat de Maastricht (1991)
- Tractat d'Asunción (1991)
- Conveni de les Nacions Unides sobre el Canvi Climàtic (1992)
- Tractat de Cels Oberts (1992)
- Carta Europea de les Llengües Minoritàries o Regionals (1992)
- Organització del Tractat de la Seguretat Col·lectiva (1992)
- Acords d'Oslo (1993)
- Convenció sobre Armes Químiques (1993)
- Tractat de pau jordà-israeliana (1994)
- Tractat de Lliure Comerç d'Amèrica del Nord, NAFTA (1994)
- Convenció de les Nacions Unides sobre el Dret de la Mar (1994)
- Acords de Dayton (1995)
- Tractat de Prohibició Completa dels Assajos Nuclears (1996)
- Conveni sobre la prohibició de mines antipersona (1997)
- Conveni sobre Armes Químiques (1997)
- Tractat d'Amsterdam (1997)
- Protocol de Kyoto (1997)
- Acord de Divendres Sant (1998)
- Estatut de Roma (1998)

## Del 2000 a l'actualitat
- Tractat de Cotonou (2000)
- Tractat de Niça (2001)
- SORT (2002)
- Tractat d'Atenes (2003)
- Conveni marc per al control del tabac (2005)
- Tractat Comercial dels Pobles (2006)
- Tractat europeu de Lisboa (2007)